# Anita Panzuti
A artista Anita nasceu em Alenquer, em 18 de agosto de 1920, batizada Ana Marques Batista, e casou com o médico de ascendência italiana Nicolau Biagio Panzuti. Professora de pintura, tem mais de 70 quadros incluindo aquarelas e telas a óleo figurando em coleções particulares no Brasil e no exterior.
1. ↑  Araújo, Beatriz Paiva de. Uma "Adesão" em tempos de ditadura: arte e memória histórica nas comemorações do Sesquicentenário da Independência Brasileira no Pará. / Beatriz Paiva de Araújo. — 2022.